# Сезон ФК «Львів» 2006—2007
| ФК «Львів» у сезоні 2006/07          | ФК «Львів» у сезоні 2006/07                                            |
| ------------------------------------ | ---------------------------------------------------------------------- |
| Ліга                                 | Перша ліга                                                             |
| Місце в лізі                         | 11-е                                                                   |
| Раунд у Кубку                        | 1/8 фіналу                                                             |
| Головний тренер                      | Богдан Бандура (до квітня 2007) Степан Юрчишин                         |
| Президент                            | Юрій Кіндзерський                                                      |
| Стадіон                              | СКА, Львів                                                             |
| Капітан                              | Юрій Войтович (1-е коло); Артур Гриценко або Мар'ян Марущак (2-е коло) |
| Найкращий бомбардир у чемпіонаті     | Григорій Баранець — 5                                                  |
| Найбільше матчів у чемпіонаті        | Олександр Жданов — 35                                                  |
| домашня форма                        | виїзна · форма                                                         |
| ← Попередник клубу Наступний сезон → |                                                                        |

Сезон ФК «Львів» 2006—2007 — перший сезон футбольного клубу «Львів». Колектив створено на основі кадрів «Газовик-Скали» (Стрий). Команда посіла 11-е місце серед 19 команд першої ліги. У Кубку України 2006/07 «Львів» дійшов до 1/8 фіналу, перемігши «Верес» (Рівне) та «Карпати» (Львів) і поступившись «Металісту» (Харків).

## Створення команди
У першій лізі чемпіонату України 2005/06 команда «Газовик-Скала» (Стрий) фінішувала на непоганому 6-му місці, але через фінансові труднощі «Газовик» не міг продовжувати виступи на професіональному рівні.
Виходом стало створення футбольного клубу «Львів» з новим президентом і місцезнаходженням. Президентом клубу став Юрій Іванович Кіндзерський — голова правління ЗАТ "Українська страхова компанія «Княжа»". Основу новоствореного колективу склали футболісти «Газовика-Скали», головним тренером став Богдан Бандура, директором — Ростислав Заремба, які займали такі самі посади в «Газовику-Скалі».
ТзОВ «Футбольний клуб «Львів» зареєстровано 22 травня 2006 року, а вже наступного дня у Києві близько 15-ї години засідання Бюро ПФЛ України ухвалило рішення про визнання клубу правонаступником ФК «Газовик-Скала» (Стрий) у першій лізі. Домашні матчі львів'ян проводили на стадіоні СКА, де було зроблено ремонт підтрибунних приміщень. Задля розвитку дитячо-юнацького футболу і можливості підготовки резерву 1 вересня 2006 р. створено дитячо-юнацьку футбольну школу ФК «Львів».

## Підготовка до сезону
Тренувальні збори щойноствореної команди пройшли в курортному місті Трускавець. Головний тренер Богдан Бандура був незадоволений повільними темпами укомплектовування молодого колективу:
|  | До початку сезону не залишилось часу, а в нас величезні проблеми з комплектацією. На жаль, попередні домовленості з гравцями були зірвані, причому не через гроші — клуби просто не захотіли відпускати своїх футболістів |

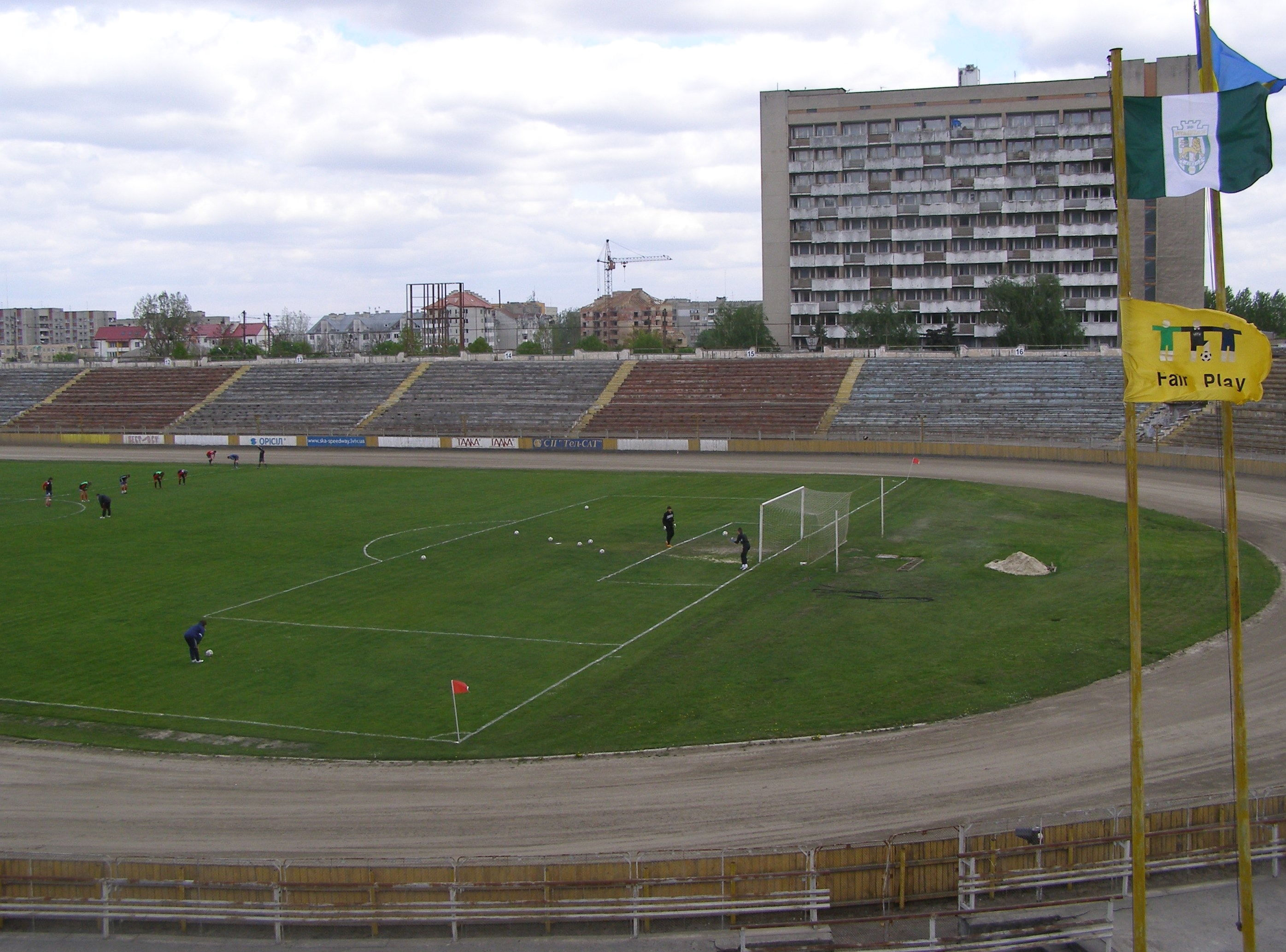
Домашні ігри львів'яни проводили на стадіоні СКА

ФК «Львів» зіграв 4 товариські поєдинки, три з яких завершилися перемогами:
- «Карпати» (Львів) — 0:2 (забивали Батіста і Голбан)
- «Енергетик» (Бурштин) — 1:0
- «Карпати-2» Львів — 2:1
- «Волинь» (Луцьк) — 3:0 (Баглай, Мазяр — двічі)

21 липня 2006 року ФК «Львів» провів історичну, першу офіційну гру — в 1-у турі першої ліги на стадіоні СКА (Львів) у присутності 1 100 глядачів господарі перемогли «Борисфен» (Бориспіль) з рахунком 3:1. Дебютний гол забив нападник Владислав Середа.

## Підсумкова турнірна таблиця
| М  | Команда             | І  | В  | Н  | П  | РМ    | О  |
| -- | ------------------- | -- | -- | -- | -- | ----- | -- |
|    | «Нафтовик-Укрнафта» | 36 | 27 | 2  | 7  | 58−29 | 83 |
|    | «Закарпаття»        | 36 | 25 | 5  | 6  | 50−22 | 80 |
|    | «Оболонь»           | 36 | 23 | 4  | 9  | 47−27 | 73 |
| 4  | «Кримтеплиця»       | 36 | 21 | 7  | 8  | 53−37 | 70 |
| 5  | ПФК «Олександрія»   | 36 | 19 | 4  | 13 | 37−27 | 61 |
| 6  | «Динамо-2»          | 36 | 17 | 8  | 11 | 53−37 | 59 |
| 7  | «Геліос»            | 36 | 17 | 7  | 12 | 45−36 | 58 |
| 8  | «Енергетик»         | 36 | 15 | 11 | 10 | 44−33 | 56 |
| 9  | «Сталь»             | 36 | 15 | 8  | 13 | 42−37 | 53 |
| 10 | «ІгроСервіс»        | 36 | 14 | 9  | 13 | 46−44 | 51 |
| 11 | ФК «Львів»          | 36 | 13 | 8  | 15 | 45−45 | 47 |
| 12 | «Волинь»            | 36 | 13 | 7  | 16 | 40−48 | 46 |
| 13 | МФК «Миколаїв»      | 36 | 12 | 10 | 14 | 33−40 | 46 |
| 14 | «Десна»             | 36 | 11 | 8  | 17 | 51−58 | 41 |
| 15 | «Дніпро»            | 36 | 10 | 9  | 17 | 31−46 | 39 |
| 16 | ЦСКА (Київ)         | 36 | 10 | 8  | 18 | 24−44 | 38 |
| 17 | «Спартак» ІФ        | 36 | 10 | 3  | 23 | 24−51 | 33 |
| 18 | «Поділля»           | 36 | 5  | 6  | 25 | 20−63 | 9  |
| 19 | «Борисфен»          | 36 | 1  | 4  | 31 | 10−29 | 1  |
| 20 | «Спартак» С         | 0  | 0  | 0  | 0  | 0−0   | 0  |

Позначення:
Команда «Спартак» (Суми) виключена зі змагань після 20-го туру. Результати матчів за участю команди анульовані.
Команда «Борисфен» виключена зі змагань після 21-го туру. У решті матчів їй зараховані технічні поразки −:+, а суперникам — перемоги +:−.

## Чемпіонат України
| 1 тур Пт, 21 липня 2006 18:00 +29 °C |

| ФК «Львів»                         | 3–1 | «Борисфен»  |
| ---------------------------------- | --- | ----------- |
| Середа 53' Мазяр 56' Деревльов 60' |     | Сахаров 75' |

| СКА, Львів Глядачі: 1100 Суддя: Даниленко (Бердянськ) |

| 2 тур Чт, 27 липня 2006 17:00 +25 °C |

| «Спартак» (Суми) | 0–1 | ФК «Львів»  |
| ---------------- | --- | ----------- |
|                  |     | Гриценко 9' |

| «Колос», Краснопілля Глядачі: 150 Суддя: Даньковський (Київ) |

| 3 тур Вт, 1 серпня 2006 18:00 +24 °C |

| ФК «Львів»           | 2–1 | «Десна» (Чернігів) |
| -------------------- | --- | ------------------ |
| Мазяр 10' Середа 63' |     | Бобович 90+2'      |

| СКА, Львів Глядачі: 1000 Суддя: Топіха (Київ) |

| 4 тур Нд, 6 серпня 2006 18:00 +35 °C |

| МФК «Миколаїв» | 2–0 | ФК «Львів» |
| -------------- | --- | ---------- |
| Зайко 61', 90' |     |            |

| Центральний, Миколаїв Глядачі: 750 Суддя: Арановський (Київ) |

| 5 тур Чт, 17 серпня 2006 17:00 +25 °C |

| ФК «Львів»                                                | 4–1 | «Дніпро» (Черкаси) |
| --------------------------------------------------------- | --- | ------------------ |
| Войтович 1' (пен.) Рябовол 35' Б. Баранець 48' Баглай 53' |     | Анеліков           |

| СКА, Львів Глядачі: 1200 Суддя: Дердо (Одеса) |

| 6 тур Пт, 25 серпня 2006 19:30 +25 °C |

| «Волинь» (Луцьк)         | 3–1 | ФК «Львів»   |
| ------------------------ | --- | ------------ |
| Алозі 5' Донець 61', 90' |     | Деревльов 6' |

| «Авангард», Луцьк Глядачі: 4000 Суддя: Орєхов (Київ) |

| 7 тур Ср, 30 серпня 2006 17:00 +16 °C |

| ФК «Львів»      | 1–0 | «Закарпаття» (Ужгород) |
| --------------- | --- | ---------------------- |
| Г. Баранець 80' |     |                        |

| СКА, Львів Глядачі: 1500 Суддя: Даньковський (Одеса) |

| 8 тур Пн, 4 вересня 2006 17:00 +17 °C |

| Оболонь (Київ)                 | 2–1 | ФК «Львів» |
| ------------------------------ | --- | ---------- |
| Малиш 17' (пен.) Каракевич 88' |     | Мазяр 33'  |

| «Оболонь», Київ Глядачі: 1100 Суддя: Головко (Одеса) |

| 9 тур Сб, 9 вересня 2006 17:00 +17 °C |

| ФК «Львів» | 0–1 | «Нафтовик-Укрнафта» (Охтирка) |
| ---------- | --- | ----------------------------- |
|            |     | Харченко 45+2' (пен.)         |

| СКА, Львів Глядачі: 600 Суддя: Тютюн (Фастів) |

| 10 тур Сб, 16 вересня 2006 15:00 +24 °C |

| «Динамо-2» (Київ)      | 2–0 | ФК «Львів» |
| ---------------------- | --- | ---------- |
| Федорів 27' Зозуля 78' |     |            |

| НТБ «Динамо», Київ Глядачі: 200 Суддя: Кочергін (Донецьк) |

| 11 тур Вт, 26 вересня 2006 17:00 +25 °C |

| ФК «Львів» | 1–0 | ПФК «Олександрія» |
| ---------- | --- | ----------------- |
| Середа 67' |     |                   |

| СКА, Львів Глядачі: 1500 Суддя: Арановський (Київ) |

| 12 тур Пн, 2 жовтня 2006 17:00 +22 °C |

| ФК «Львів»                 | 2–1 | «Поділля» (Хмельницький) |
| -------------------------- | --- | ------------------------ |
| Г. Баранець 33' Теплий 70' |     | Чабан 7'                 |

| СКА, Львів Глядачі: 1500 Суддя: Деревинський (Київ) |

| 13 тур Нд, 8 жовтня 2006 15:30 +18 °C |

| «Сталь» (Дніпродзержинськ)                | 3–1 | ФК «Львів» |
| ----------------------------------------- | --- | ---------- |
| Ситнік 4' Візьонок 11' (пен.) Скарлош 82' |     | Баглай 81' |

| «Металург», Дніпродзержинськ Глядачі: 2700 Суддя: Жуков (Донецьк) |

| 14 тур Сб, 14 жовтня 2006 16:00 +18 °C |

| ФК «Львів» | 1–2 | «Кримтеплиця» (Молодіжне)   |
| ---------- | --- | --------------------------- |
| Середа 4'  |     | Мамутов 40' Саранчуков (56) |

| СКА, Львів Глядачі: 1500 Суддя: Циганков (Тернопіль) |

| 15 тур Сб, 21 жовтня 2006 15:00 +14 °C |

| «Спартак» (Івано-Франківськ) | 1–1 | ФК «Львів»      |
| ---------------------------- | --- | --------------- |
| Коробкін 80'                 |     | Б. Баранець 44' |

| «Рух», Івано-Франківськ Глядачі: 1250 Суддя: Сіренко (Сімферополь) |

| 16 тур Нд, 29 жовтня 2006 14:30 +11 °C |

| ФК «Львів»                | 2–3 | «Геліос» (Харків)                      |
| ------------------------- | --- | -------------------------------------- |
| Баглай (25) Гриценко (41) |     | Данченко (7) Горкун (35) Бессалов (89) |

| СКА, Львів Глядачі: 500 Суддя: Вакс (Сімферополь) |

| 17 тур Сб, 4 листопада 2006 14:00 +2 °C |

| «Динамо-ІгроСервіс» | 1–2 | ФК «Львів»                    |
| ------------------- | --- | ----------------------------- |
| Морозов 7'          |     | Жданов 9' Войтович 47' (пен.) |

| «Фіолент», Сімферополь Глядачі: 500 Суддя: Дердо (Одеса |

| 18 тур Чт, 9 листопада 2006 14:00 +8 °C |

| ФК «Львів»                     | 2–3 | «Енергетик» (Бурштин)             |
| ------------------------------ | --- | --------------------------------- |
| Гриценко (40) Б. Баранець (89) |     | Кікоть (3) Кікоть (16) Качур (64) |

| СКА, Львів Глядачі: 1500 Суддя: Топіха (Київ) |

| 19 тур Чт, 16 листопада 2006 14:00 +9 °C |

| ЦСКА (Київ) | 0–0 | ФК «Львів» |
| ----------- | --- | ---------- |
|             |     |            |

| ЦСКА, Київ Глядачі: 500 Суддя: Кочергін (Донецьк) |

| 20 тур Ср, 22 листопада 2006 14:00 +3 °C |

| «Борисфен»   | 1–1 | ФК «Львів»  |
| ------------ | --- | ----------- |
| Дмитрюк (69) |     | Баглай (89) |

| «Колос», Бориспіль Глядачі: 500 Суддя: Циганков (Тернопіль) |

| 21 тур Вт, 28 листопада 2006 |

| ФК «Львів» | Після того, як «Спартак» (Суми) не вийшов 22 листопада на домашню гру з «Динамо-2», сумську команду знято зі змагань, а результати матчів за її участю анульовано | «Спартак» (Суми) |
| ---------- | --- | ---------------- |
|            | |                  |

| СКА, Львів |

| 22 тур Вт, 20 березня 2007 17:00 +16 °C |

| «Десна»          | 1–2 | ФК «Львів»              |
| ---------------- | --- | ----------------------- |
| Колодін 74', 74' |     | Мандзюк 20' Кудінов 26' |

| ім. Ю. Гагаріна, Чернігів Глядачі: 8200 Суддя: Тютюн (Київська обл.) |

| 23 тур Пн, 26 березня 2007 16:00 +14 °C |

| ФК «Львів» | 0–1 | МФК «Миколаїв» |
| ---------- | --- | -------------- |
|            |     | Смішко 39'     |

| СКА, Львів Глядачі: 500 Суддя: Фощій (Черкаси) |

| 24 тур Сб, 31 березня 2007 14:00 +14 °C |

| «Дніпро» (Черкаси) | 1–1 | ФК «Львів»                        |
| ------------------ | --- | --------------------------------- |
| Поліщук 4' (пен.)  |     | Деревльов 8' · Кудінов 45' (пен.) |

| Центральний, Черкаси Глядачі: 1000 Суддя: Жуков (Донецьк) |

| 25 тур Чт, 5 квітня 2007 16:00 +11 °C |

| ФК «Львів» | 0–2 | «Волинь»                       |
| ---------- | --- | ------------------------------ |
|            |     | Каракевич 15' Гальчук 54' (аг) |

| СКА, Львів Глядачі: 1500 Суддя: Подушкін (Харків) |

| 26 тур Ср, 11 квітня 2007 17:00 +16 °C |

| «Закарпаття»                           | 3–1 | ФК «Львів» |
| -------------------------------------- | --- | ---------- |
| Дано 24' Бундаш 70' (пен.), 85' (пен.) |     | Худзік 65' |

| «Авангард», Ужгород Глядачі: 2450 Суддя: Нестеренко (Донецьк) |

| 27 тур Пн, 16 квітня 2007 17:00 +13 °C |

| ФК «Львів» | 0–1 | «Волинь»     |
| ---------- | --- | ------------ |
|            |     | Комльонок 9' |

| СКА, Львів Глядачі: 1000 Суддя: Дердо (Одеса) |

| 28 тур Сб, 21 квітня 2007 18:00 +9 °C |

| «Нафтовик-Укрнафта» | 1–0 | ФК «Львів» |
| ------------------- | --- | ---------- |
| Шептицький 28'      |     |            |

| «Нафтовик», Охтирка Глядачі: 4500 Суддя: Арановський (Київська обл.) |

| 29 тур Пт, 27 квітня 2007 17:00 +21 °C |

| ФК «Львів»         | 1–1 | «Динамо-2»    |
| ------------------ | --- | ------------- |
| Кудінов 62' (пен.) |     | Ярмоленко 41' |

| СКА, Львів Глядачі: 2500 Суддя: Швецов (Одеса) |

| 30 тур Ср, 2 травня 2007 17:00 +10 °C |

| ПФК «Олександрія»                | 2–3 | ФК «Львів»                                |
| -------------------------------- | --- | ----------------------------------------- |
| Казанюк 14' (пен.) Тарасенко 72' |     | Гальчук 29' (пен.) Теплий 41' Мандзюк 66' |

| «Ніка», Олександрія Глядачі: 1700 Суддя: Покидько (Полтава) |

| 31 тур Пн, 7 травня 2007 17:30 +18 °C |

| «Поділля»                  | 1–3 | ФК «Львів»                              |
| -------------------------- | --- | --------------------------------------- |
| Колеснік 72' Тарасенко 72' |     | Зарічнюк 16' Г. Баранець 24' Теплий 82' |

| «Юність», Красилів Глядачі: 1100 Суддя: Штика (Біла Церква) |

| 32 тур Сб, 12 травня 2007 14:00 +17 °C |

| ФК «Львів» | 0–0 | «Сталь» (Дніпродзержинськ) |
| ---------- | --- | -------------------------- |
|            |     |                            |

| СКА, Львів Глядачі: 1500 Суддя: Котенко (Суми) |

| 33 тур Чт, 17 травня 2007 18:00 +27 °C |

| «Кримтеплиця» | 0–2 | ФК «Львів»                 |
| ------------- | --- | -------------------------- |
| Грищенко 69'  |     | Теплий 71' Г. Баранець 75' |

| «Кримтеплиця», Аграрне Глядачі: 1900 Суддя: Дердо (Одеса) |

| 34 тур Пт, 25 травня 2007 18:00 +29 °C |

| ФК «Львів»                                  | 2–0 | «Спартак» (Івано-Франківськ) |
| ------------------------------------------- | --- | ---------------------------- |
| Гальчук 15' · Г. Баранець 45' · Кудінов 59' |     |                              |

| СКА, Львів Глядачі: 1000 Суддя: Бойко (Іванків) |

| 35 тур Пт, 1 червня 2007 18:00 +31 °C |

| «Геліос»                  | 2–1 | ФК «Львів»  |
| ------------------------- | --- | ----------- |
| Волошин 14' Погорелов 67' |     | Рябовол 64' |

| «Динамо», Харків Глядачі: 900 Суддя: Даниленко (Бердянськ) |

| 36 тур Вт, 8 червня 2007 18:00 +30 °C |

| ФК «Львів» | 1–1 | «ІгроСервіс»      |
| ---------- | --- | ----------------- |
| Худзік 45' |     | Матвій Бобаль 63' |

| СКА, Львів Глядачі: 1200 Суддя: Денисюк (Фастів) |

## Кубок України
| 1/32 фіналу Пт, 11 серпня 2006, 17:00 +22 °C |

| «Верес» | 0–2 | ФК «Львів»                         |
| ------- | --- | ---------------------------------- |
|         |     | Г. Баранець 6' Войтович 79' (пен.) |

| «Авангард», Рівне Глядачі: 300 Суддя: Тютюн (Київська обл.) |

| 1/16 фіналу Ср, 20 вересня 2006, 15:00 +18 °C |

| ФК «Львів»                                                     | 1–1 (3:0 по пен.) | «Карпати» (Львів) |
| -------------------------------------------------------------- | ----------------- | --- |
| Гриценко 110' · Серія пенальті: · Войтович · Гриценко · Баглай |                   | Батіста (29', воротар) · Распопов 109' · Батіста 100' · Серія пенальті: · Сучков (воротар) · Платон (воротар) · Батіста (штанга) |

| СКА, Львів Глядачі: 8000 Суддя: Годулян (Одеса) |

| 1/8 фіналу Ср, 25 жовтня 2006, 15:00 +17 °C |

| ФК «Львів» | 2–2 (6:7 по пен.) | «Металіст» |
| --- | ----------------- | --- |
| Деревльов 23' · Войтович 63' (пен.) · Серія пенальті: · Войтович · Гриценко · Баглай · Деревльов · Рябовол · Теплий · Б. Баранець · Щастливий |                   | Діденко 12' · Рикун 18' (пен.) · Серія пенальті: · Діденко · Давидов · Да Сільва · Олійник · Рикун · Світличний · Папа Гує · Кузнецов |

| СКА, Львів Глядачі: 5000 Суддя: Венгер (Київська обл.) |

## Склад
Тренерський штаб:
- Богдан Бандура (до квітня), Степан Юрчишин — головний тренер
- Андрій Чіх (до квітня), Михайло Калита — старший тренер
- Тарас Павліш — тренер
- В'ячеслав Мавров — тренер

У чемпіонаті за клуб виступало 32 гравці:
| Футболіст           | Поз. | Ігор | Гол. |
| ------------------- | ---- | ---- | ---- |
| Мар'ян Марущак      | В    | 10   | −6   |
| Юрій Паньків        | В    | 10   | −15  |
| Олександр Бабак     | В    | 9    | −13  |
| Ігор Білан          | В    | 7    | −11  |
| Олександр Жданов    | З    | 35   | 1    |
| Ростислав Горецький | З    | 31   | 2    |
| Артур Гриценко      | З    | 31   | 2    |
| Віталій Романюк     | З    | 26   |      |
| Любомир Гальчук     | З    | 14   | 1    |
| Сергій Щастливий    | З    | 14   |      |
| Андрій Сапуга       | З    | 11   |      |
| Артем Остапець      | З    | 1    |      |
| Борис Баранець      | П    | 33   | 4    |
| Костянтин Деревльов | П    | 32   | 2    |
| Григорій Баранець   | П    | 28   | 5    |
| Андрій Ханас        | П    | 22   |      |
| Володимир Лукашук   | П    | 19   |      |
| Юрій Войтович       | П    | 18   | 2    |
| Тарас Гамарник      | П    | 15   |      |
| Євген Зарічнюк      | П    | 15   | 1    |
| Андрій Ільчишин     | П    | 9    |      |
| Олександр Волинець  | П    | 1    |      |
| Олег Теплий         | Н    | 30   | 4    |
| Микола Баглай       | Н    | 25   | 4    |
| Іван Рябовол        | Н    | 20   | 2    |
| Владислав Середа    | Н    | 19   | 4    |
| Володимир Мазяр     | Н    | 16   | 3    |
| Юрій Кудінов        | Н    | 15   | 4    |
| Олександр Мандзюк   | Н    | 15   | 2    |
| Павло Худзік        | Н    | 15   | 4    |
| Ігор Паськів        | Н    | 12   |      |
| Андрій Богач        | Н    | 1    |      |